# アルビジョワ

タルヌ県におけるアルビジョワ地方の位置

アルビジョワまたはアルビジョア （Albigeois、オック語:País d'Albi）は、フランスの自然区分上の地方で、アキテーヌ盆地の東側にあたり、タルヌ県に位置する。代々のアルビ伯をアルビジョワと呼ぶが、これと混同してはならない。

## 地理
アルビジョワの自然区分上の領域は、アルビの町の周囲に広がる。
- 南は、ジルサンスからレアルモンの間で、ダドゥ川を境界としてカストレ地方と隔てられる。
- 北と東はセガラ地方と境界を接する。この2つの地方の境界となるのは、南から東へおよそ10kmにわたって流れるラスー川である。
- 西はガヤコワ地方と接する。コルド＝シュル＝シエルから曲線状に曲がり、ダドゥ川とアグー川の合流地点に達する。その後ノアイユ、ラバスティッド＝ド＝レヴィ、マルサック＝シュル＝タルヌ、ジルサンスを通過する[1]。